# Regino Sainz de la Maza

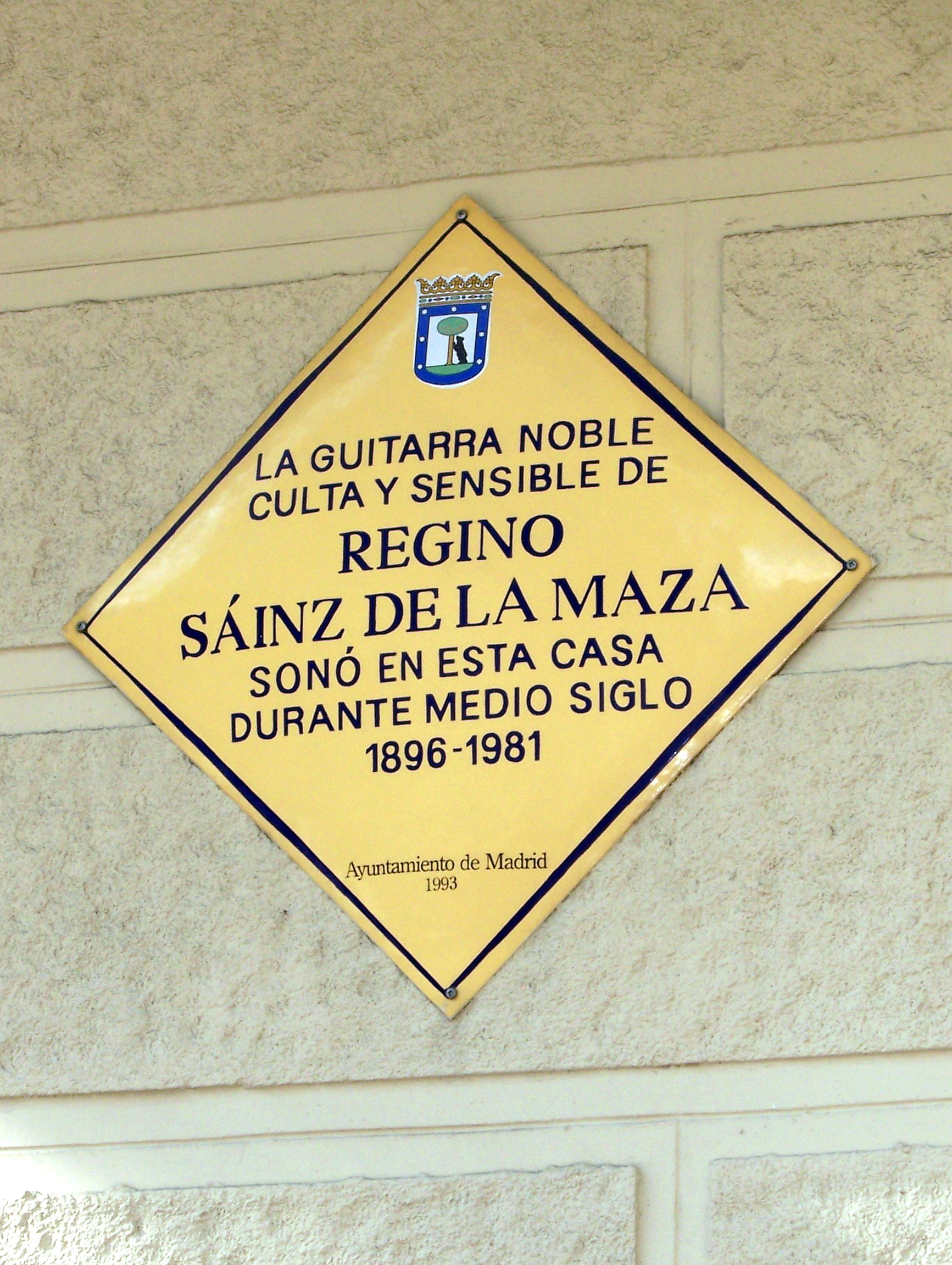
Placa commemorativa al carrer Goya de Madrid.

Regino Sainz de la Maza (Burgos, 7 de setembre de 1896 - Madrid, 26 de novembre de 1981) fou un guitarrista i compositor castellà.
Sobre una base de formació autodidàctica, seguí cursos a Burgos, Madrid i Barcelona. A part de la guitarra també estudia piano, el coneixement del qual influí poderosament en les seves interpretacions. Molt jove, amb setze anys, es va presentar com a guitarrista a Bilbao, amb un estimable èxit. Seguint els consells de Manuel de Falla, que en aquells temps es trobava en plena tasca de crear un renaixement musical espanyol, estudià les obres espanyoles antigues (segles xiii al xviii) del repertori de viola de mà i guitarra, interpretacions i arranjaments en les que Sainz de la Maza es mostrà un mestre consumat, ja que unia al virtuosisme tècnic una depurada i sucosa inspiració.
Fou col·laborador de Manuel de Falla y Matheu a la Sociedad Nacional de Música. Va viatjar per Europa i Amèrica fent concerts de guitarra i actuant com a solista amb grans orquestres. Figurà com a professor de guitarra al Conservatori Nacional de Música a Madrid, on entre els molts alumnes tingué el penedesenc Josep Calvet Blanch. També hi exercí la crítica musical. La seva obra com a compositor, si bé no és copiosa, és selecta. La seva labor com a transcriptor per a la guitarra és molt important, per tal com va ressuscitar tot un tresor de velles peces de corda d'autors espanyols de l'edat mitjana i el renaixement, d'incalculable valor arqueològic i musical. Però la seva obra de compositor restà subordinada a la de concertista.
Com a especialista de guitarra segueix la línia dels grans intèrprets espanyols. L'erudició, el rigor tècnic i la seva expressiva intuïció serveixen de llera a la seva vigorosa inspiració. Amb Andrés Segovia i Narciso Yepes fou el millor intèrpret espanyol de guitarra, aplaudit pels públics espanyol i americà.
Entre les seves peces originals cal citar: Boceto andaluz, Zambra gitana, etc.
Entre els reconeixements rebuts es troben els títols de «muntanyenc distingit» per l'Ateneu de Santander, i la distinció pel Consell de Govern de Cantàbria a títol pòstum de «fill adoptiu de Cantàbria», proposta que havia estat formulada per la Conselleria de Cultura després d'estudiar les peticions rebudes de diverses entitats i associacions culturales.